# Thang Hiển Tổ
Thang Hiển Tổ (汤显祖; 湯顯祖; Tāng Xiǎn Zǔ, 24 tháng 9, 1550 - 29 tháng 7, 1616) là nhà văn, nhà biên kịch nổi tiếng của Trung Quốc vào cuối thời nhà Minh, tự là Nghĩa Nhưng, hiệu Hải Nhược, Thanh Viễn Đạo nhân, cuối đời hiệu là Nhược Sĩ, Kiển Ông, người Lâm Xuyên, Giang Tây.

## Tiểu sử
Thang Hiển Tổ xuất thân là dòng dõi thi thư, từ nhỏ đã rất ham đọc sách, tính tình khẳng khái, cương trực, không chịu a dua, luồn cúi. Năm Vạn Lịch thứ 5 (1577), Thang Hiển Tổ lên kinh ứng thí, nhưng do cự tuyệt lời mời của quan Thủ phụ Trương Cư Chính nên kết quả hai lần đều trượt. Đến năm Vạn Lịch thứ 11 (1583), sau khi Trương Cư Chính chết, Thang Hiển Tổ đỗ tiến sĩ khi đã 33 tuổi, nhưng do không xu nịnh với quan Thủ phụ mới là Thân Thời Hành, nên ở Nam Kinh chỉ được bổ một chức quan không có thực quyền. Trong thời gian tạo chức có quan hệ thân mật với những người trong Đồng Lâm Đảng. Năm Vạn Lịch thứ 19 (1591), ông dâng Luận phụ thần khoa thần sớ, phê phán chính sự thối nát, chỉ trích triều đình, đàn hặc đại thần, làm cho Minh Thần Tông nổi giận. Sau đó bị đày ra Quảng Đông, rồi làm tri huyện Toại Xương (Chiết Giang). Ông làm quan rất thanh liêm, thương xót dân tình, hiểu được lòng dân, cuối cùng vì bất mãn với việc triều chính hủ bại, năm Vạn Lịch thứ 26 (1598) từ quan về quê, ở tại Lâm Xuyên lấy hiệu là Ngọc Minh Đường, chuyên tâm vào viết kịch và sáng tác văn học.
Thang Hiển Tổ sống cùng thời với William Shakespeare nên được người Trung Quốc hiện đại gọi là Shakespeare của Trung Quốc. Các tác phẩm của Thang Hiển Tổ rất tiêu biểu cho phong cách hý kịch Trung Quốc.

## Tác phẩm

### Hý kịch
- Tử Tiêu ký (紫箫记): sáng tác khoảng năm 1577, nội dung phản ánh tình hình chính trị đương thời. Mười năm sau đổi tên thành Tử Thoa Ký (紫钗记).
- Mẫu đơn đình (牡丹亭): còn có tên là Hoàn hồn ký (还魂记), sáng tác năm 1598 sau khi từ quan về Lâm Xuyên. Nội dung miêu tả thiếu nữ Đỗ Lệ Nương và thư sinh Liễu Mộng Mai trong mộng gặp gỡ, sau đó Lệ Nương tìm lại giấc mộng không được, ốm tương tư mà chết. Liễu Mộng Mai sau đó đào mộ Lệ Nương lên, Lệ Nương sống lại, cùng Mộng Mai sum vầy hạnh phúc.
- Nam Kha ký (南柯记): sáng tác khoảng năm 1600.
- Hàm Đan ký (邯郸记): sáng tác khoảng năm 1601.

Bốn vở kịch này đều liên quan đến chữ "mộng" nên còn được gọi là Lâm Xuyên tứ mộng hay Ngọc Minh Đường tứ mộng.

### Thơ văn
- Cảm sự (感事)
- Văn Đô thành khát vũ thời khổ than thuế (闻都城渴雨时苦摊税)
- Ngọc Minh Đường tứ mộng (玉茗堂四梦)
- Ngọc Minh Đường văn tập (玉茗堂文集)
- Ngọc Minh Đường xích độc (玉茗堂尺牍)
- Hồng tuyền dật thảo (红泉逸草)
- Vấn cấc bưu thảo (问棘邮草)

### Tiểu thuyết
- Tục Ngu sơn tân chí (续虞初新志)